# Прийдуть страсті-мордасті
«Прийдуть страсті-мордасті» — радянський художній фільм 1981 року, знятий режисером Ернестом Ясаном на кіностудії «Ленфільм».

## Сюжет
Восьмикласник Льонька розв'язує проблему вибору подальшого шляху в житті. Ці кілька днів, сповнені важливих подій та вражень, стали для нього вирішальними.

## У ролях
- Дмитро Кузьмін — Льонька Булдирєв
- Антон Гранат — Антон
- Людмила Шевель — Зоя, учениця художнього училища, яка підробляє маляром
- Олена Коміссаренко — Надя, учениця художнього училища, яка підробляє маляром
- Володимир Вихров — Володя, старший брат Льоньки, студент
- Андрій Алексєєв — Льоха, ревнивий залицяльник Зої
- Іван Краско — Микола Іванович, батько Льоньки та Володі, начальник цеху
- Валентина Тализіна — Віра Степанівна, мати Льоньки та Володі
- Ігор Кудряшов — Сашка, ватажок дворової зграї
- Світлана Іванова — Світлана
- Ліліан Малкіна — тітка Зіна, мешканка квартири, де сталася комунальна аварія
- Володимир Поболь — дільничний міліціонер
- Римма Маркова — директор школи
- Ольга Волкова — «Степанич», керівник реставраційних робіт
- П. Слєпач — епізод
- Д. Рум'янцев — епізод
- Геннадій Свір — Фокін, однокласник Льоньки, що вступив до кулінарного технікуму
- С. Труньов — епізод
- Яків Суханаков — Сидоров, робітник (озвучував Дем'яненко Олександр Сергійович|Олександр Дем'яненко)
- Марина Рождественська — студентка Інна, гостя на вечірці
- Ізраїль Атлас — епізод
- Георгій Котіладзе — епізод
- В. Герасимов — епізод
- Анатолій Бахрушин — епізод
- В. Васильєв — епізод
- Р. Куксанов — епізод
- Андрій Кудряшов — епізод
- К. Сущинський — епізод
- Всеволод Подсєваткін — епізод

## Знімальна група
- Режисер — Ернест Ясан
- Сценарист — Ернест Ясан
- Оператор — Володимир Бурикін
- Композитор — Олександр Журбін
- Художник — Олена Фоміна